# Monique Badénès
Pour les articles homonymes, voir Badénès.
Monique Badénès, née le 4 avril 1925 au Mans (Sarthe) et morte le 3 août 2021 à Nantes,, est une femme politique française.

## Détail des fonctions et des mandats
Mandat parlementaire
- 6 janvier 1989 - 24 juillet 1989 : Députée européenne